# Muzeum islámského umění
Muzeum islámského umění (anglicky Doha Museum of Islamic Art; arabsky متحف الفن الإسلامي) je umělecké muzeum ve městě Dauhá v Kataru. Je jedním z nejdůležitějších muzeí islámského umění na Arabském poloostrově. Budovu navrhl I. M. Pei a muzeum bylo otevřeno v listopadu 2008. 
Muzeum je považováno za poslední mistrovské dílo Peie, kterému bylo v době otevření 91 let a který za tím účelem absolvoval šestiměsíční studijní cestu za arabskými architektonickými formami. Komplex budovy má podlahovou plochu 260 000 metrů čtverečních a hostí podstatnou část rozsáhlé umělecké sbírky katarských emírů. Sbírka se skládá z keramiky, textilu, historických artefaktů a zbraní, jakož i knih a dokumentů. Umělecké předměty pocházejí z celého středověku arabského světa od Španělska na západě po Indii a Střední Asii.

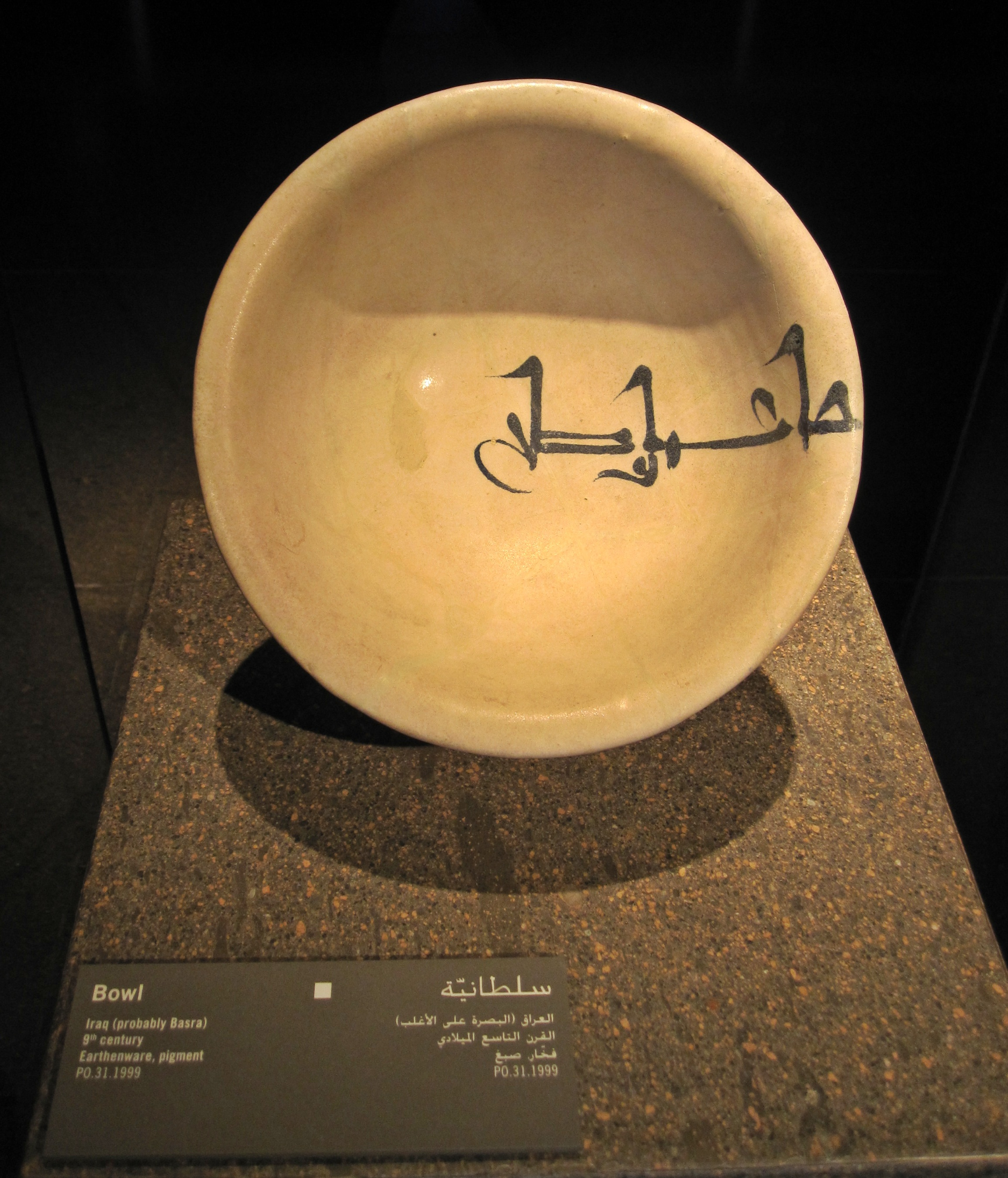
Keramická miska zdobená kobaltovou modří, Irák, 9. stol.
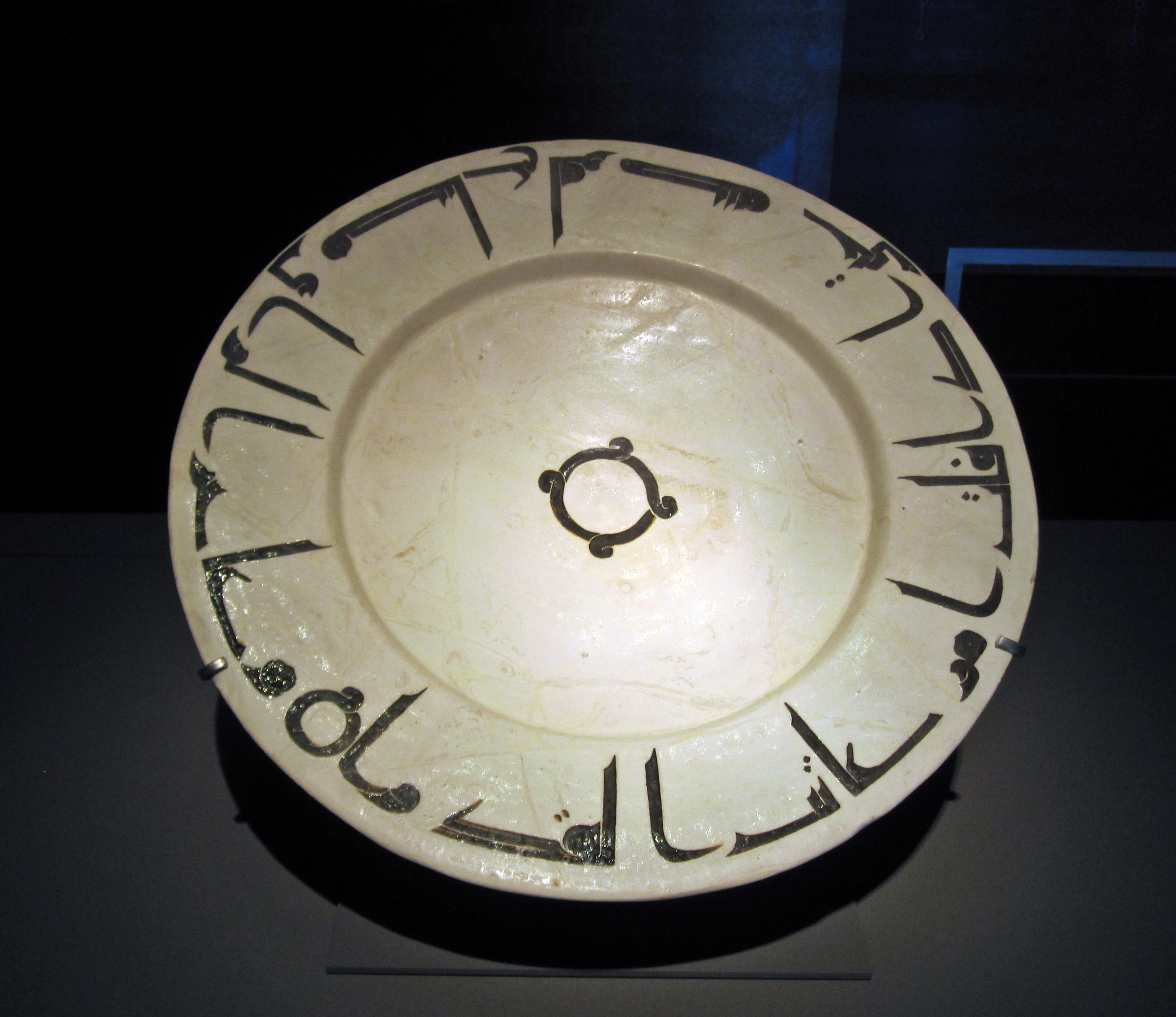
Mísa, střední Asie, 10. stol.
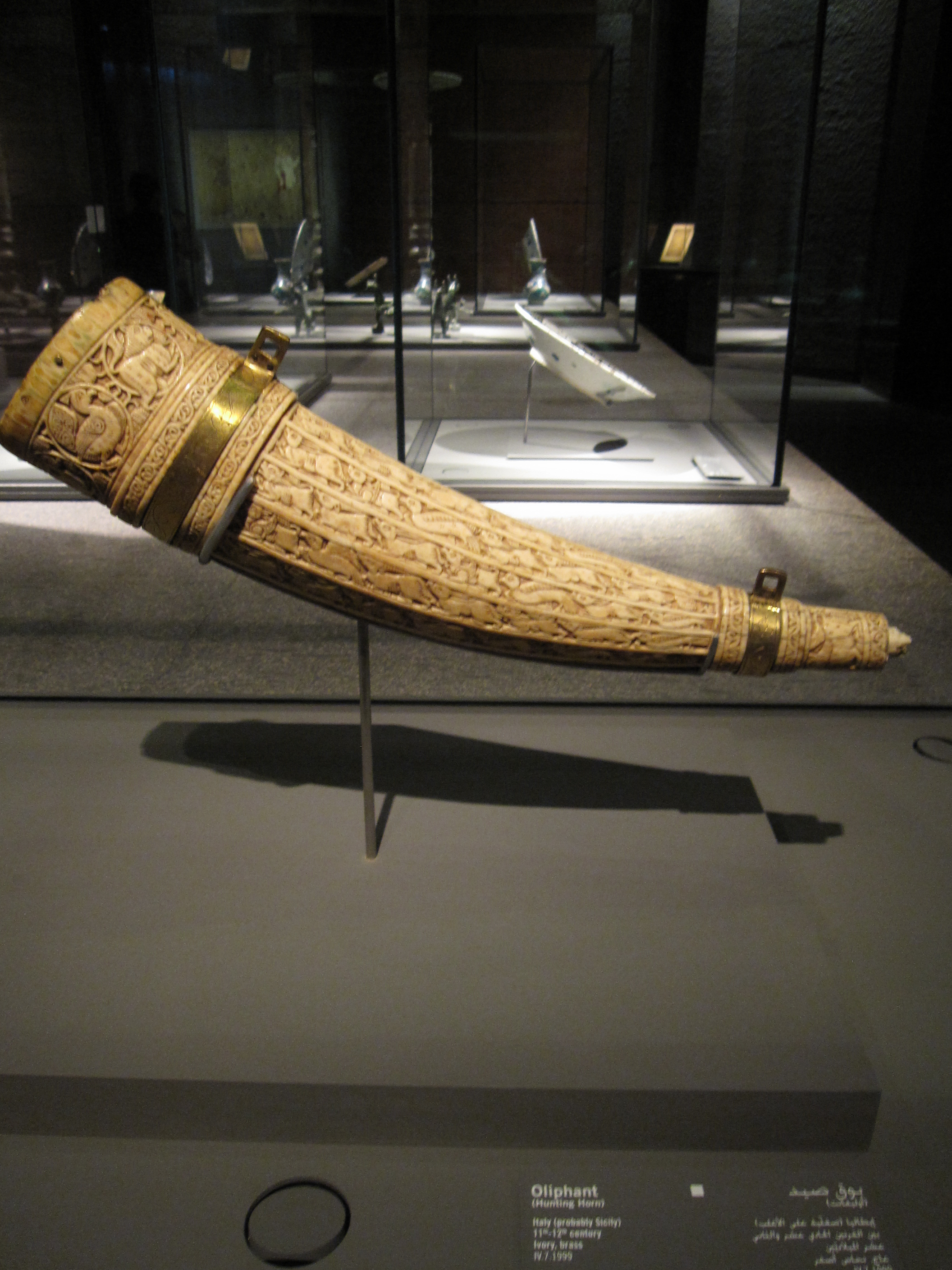
Olifant, slonovina, Itálie, 11. nebo 12. stol.
Ferman (edikt) sultána Solimana Nádherného, Istanbul, 1559
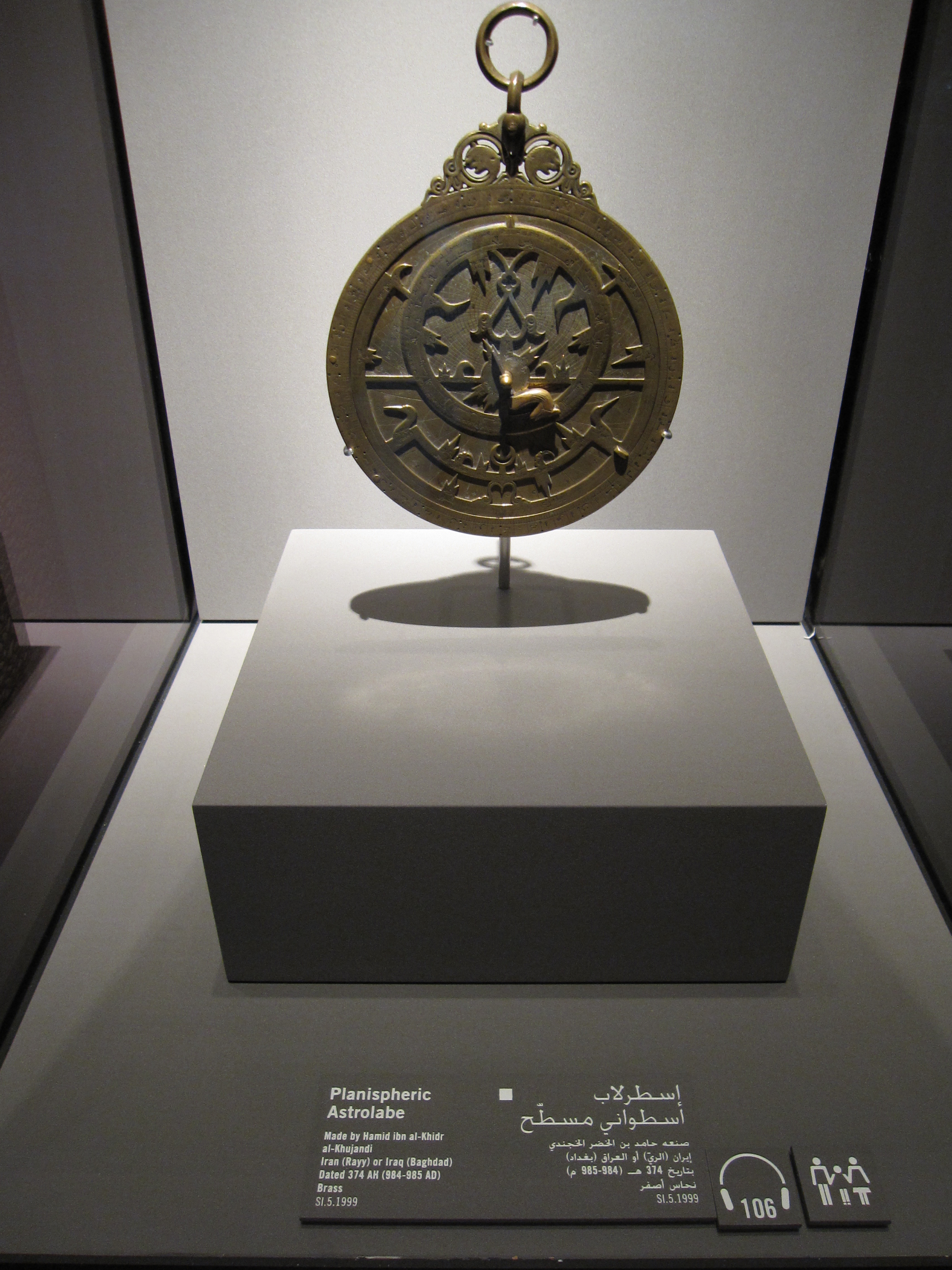
Astroláb, Blízký Východ, 984-985
Hedvábná textilie, Írán, 17. stol.
Hedvábná textilie, Írán, 17. stol., detail výšivky